# Villa Martini (Scandicci)
Villa Martini è una dimora storica italiana situata a Scandicci (FI) in via dei Ciliegi 26; oggi ospita la Scuola Nazionale Cani Guida per Ciechi.

## Storia
A tutt’oggi (2020) scarsi sono gli studî circa la storia e la decorazione di questo immobile storico.
All’anno 1427 la villa (di antica origine e conosciuta col nomignolo "Al Mare") è menzionata tra le proprietà dei Ciampelli del Gonfalone del Carro.
A partire dal XVI secolo passò di mano in mano (fu per esempio dei Mancini e degli Albizzi). Nel 1595 Virginia degli Albizzi la portò in dote a Zanobi di Antonio Girolami, il quale, nel 1601, la rivendette al prete Domenico Bamberini. Nel 1629 il religioso alienò l’immobile ai Tozzi che rimase di proprietà di quest’ultima famiglia fino all’Ottocento. Dopodiché la villa passò ai Calderai e infine alla famiglia di Mario Augusto Martini, sindaco di Casellina e Torri all’inizio del Novecento
Nel 1962 l’Unione Italiana Ciechi
 fece trasferire la Scuola Cani Guida per Ciechi da Via del Gignoro di Firenze a Villa Martini di Scandicci, dove risiede ancora oggi. L’allora sindaco di Firenze Giorgio La Pira donò alla Scuola tutta l'area 'tecnica', ovvero quella dove alloggiano i cani.
Dal 1º aprile 1979 la Scuola è stata attribuita alla Regione Toscana, che ne ha mantenuto il carattere nazionale.